# Orthosia himalaya
Orthosia himalaya là một loài bướm đêm trong họ Noctuidae.